# Ібрагімова Раїса Миколаївна
Раїса Миколаївна Ібрагімова (уродж. Щербина; нар. 6 грудня 1951 — пом. 12 листопада 2012, Москва, Російська Федерація) — радянська і російська артистка цирку, Народна артистка Росії (1992).

## Життєпис
Раїса Щербина народилась 1951 року на Кіровоградщині. Займалась художньою гімнастикою. У 1970 році вона закінчила циркову студію при Казанському державному цирку. Творчу діяльність Раїса Миколаївна почала в системі державних цирків як артистка-жонглерка номера «Групові жонглери» Татарського національного колективу. Довгий час виступала з чоловіком — народним артистом Росії Грантом Євгеновичем Ібрагімовим.
З 1974 року подружжя Ібрагімових стали дресирувальниками, виступали з номером «Оперета в цирку». А в 1987 році виступили з новим варіантом номера — «Клишонога грація». Лауреати Міжнародного конкурсу в Гавані (Куба, 1981).
Раїса Щербина померла 2012 року у Москві. Похована на Бабушкінському кладовищі Москви.

## Нагороди та звання
- Заслужена артистка РРФСР (11.10.1986)[2]
- Народна артистка Російської Федерації (1992)